# Ateneo de Sevilla
El Ateneo de Sevilla, denominado en su origen como Ateneo y Sociedad de Excursiones, tiene una dilatada historia como asociación cultural, científica, literaria y artística, desde su fundación por Manuel Sales y Ferré en 1887. 

## Actividades

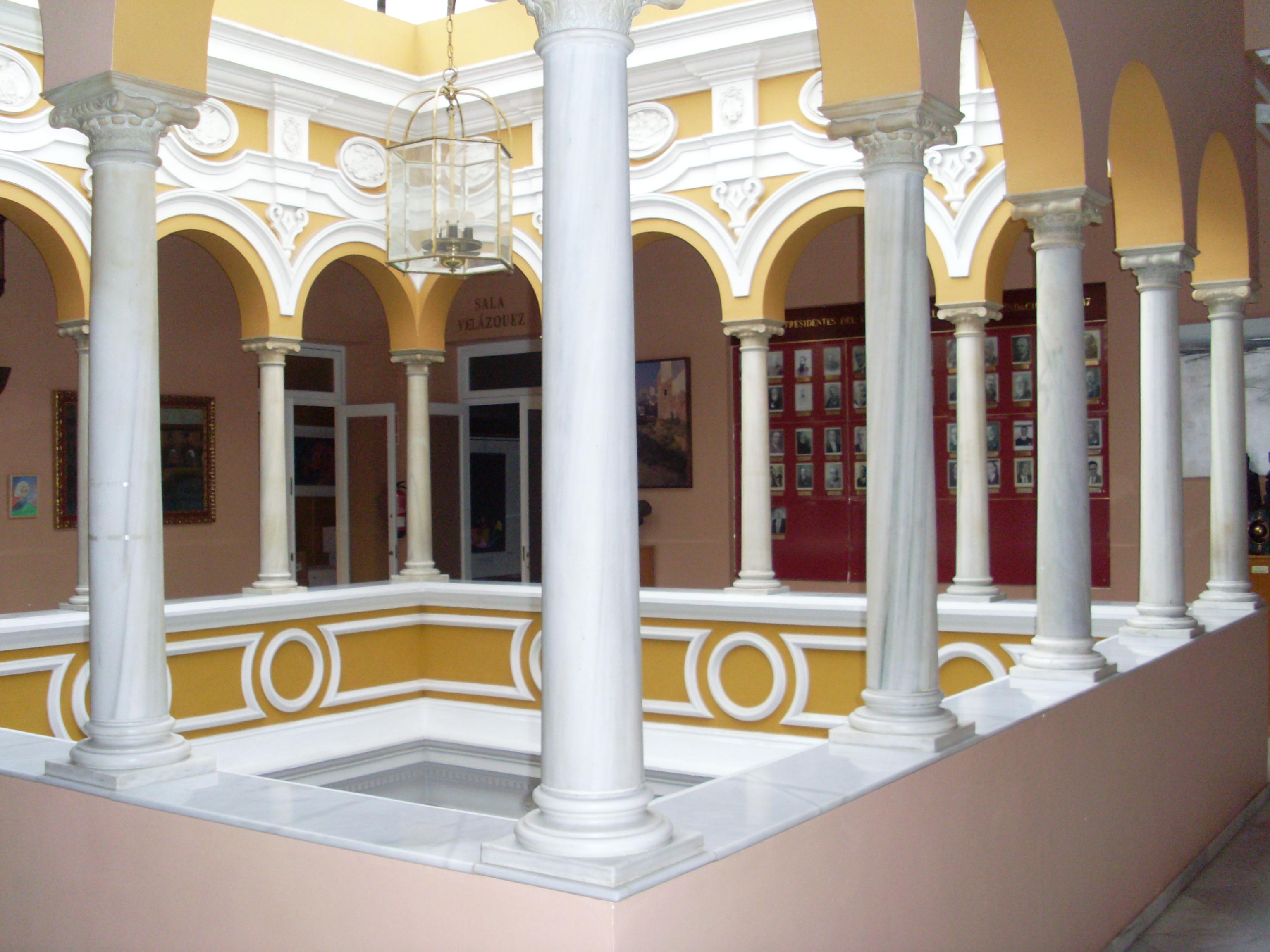
Patio interior del Ateneo.

En muchas ocasiones, durante los años finales del siglo XIX y a lo largo del XX, el Ateneo hizo florecer la vida cultural de Sevilla y en general, de España, al acoger e impulsar las corrientes de pensamiento y literarias más vanguardistas de la época. Por ejemplo; con motivo de la celebración del tercer centenario de la muerte de Luis de Góngora, en el Ateneo de Sevilla tuvo su encuentro emblemático la famosa generación del 27. La conocida fotografía de grupo, en la que aparecen, entre otros, los poetas Federico García Lorca, Rafael Alberti, José Bergamín, Dámaso Alonso y Jorge Guillén, está presidida por el abogado Manuel Blasco Garzón, entonces presidente del Ateneo de Sevilla; y el de la sección de Literatura de mismo, el médico y escritor José María Romero Martínez, organizador del encuentro.
Destacados escritores, como Juan Ramón Jiménez, José María Izquierdo o Joaquín Romero Murube, han sido miembros del Ateneo de Sevilla. El inolvidable autor de Platero y yo y del Diario de un poeta recién casado, que vino de su Moguer (Huelva) natal a la ciudad de Sevilla para cursar la carrera de Derecho, solía decir que él se hizo escritor y poeta en la biblioteca del Ateneo de Sevilla. Pero también ha contado este, entre sus miembros, con ilustres e influyentes políticos como Pedro Rodríguez de la Borbolla, Blas Infante, Diego Martínez Barrio y Miguel García y Bravo-Ferrer. 
Debido a su importancia e influencia, en algunos puntos de Andalucía nacieron instituciones similares. Este fue el caso del Ateneo de Isla Cristina que, gracias a la colaboración de Blas Infante, abrió sus puertas en esta localidad onubense el 10 de septiembre de 1926.
Por otra parte, la popular cabalgata de Reyes Magos, surgida en la crítica coyuntura histórica de 1918, como iniciativa del Ateneo de Sevilla, y organizada por este cada año desde entonces, constituye un hito sobresaliente entre las fiestas mayores de la ciudad. 

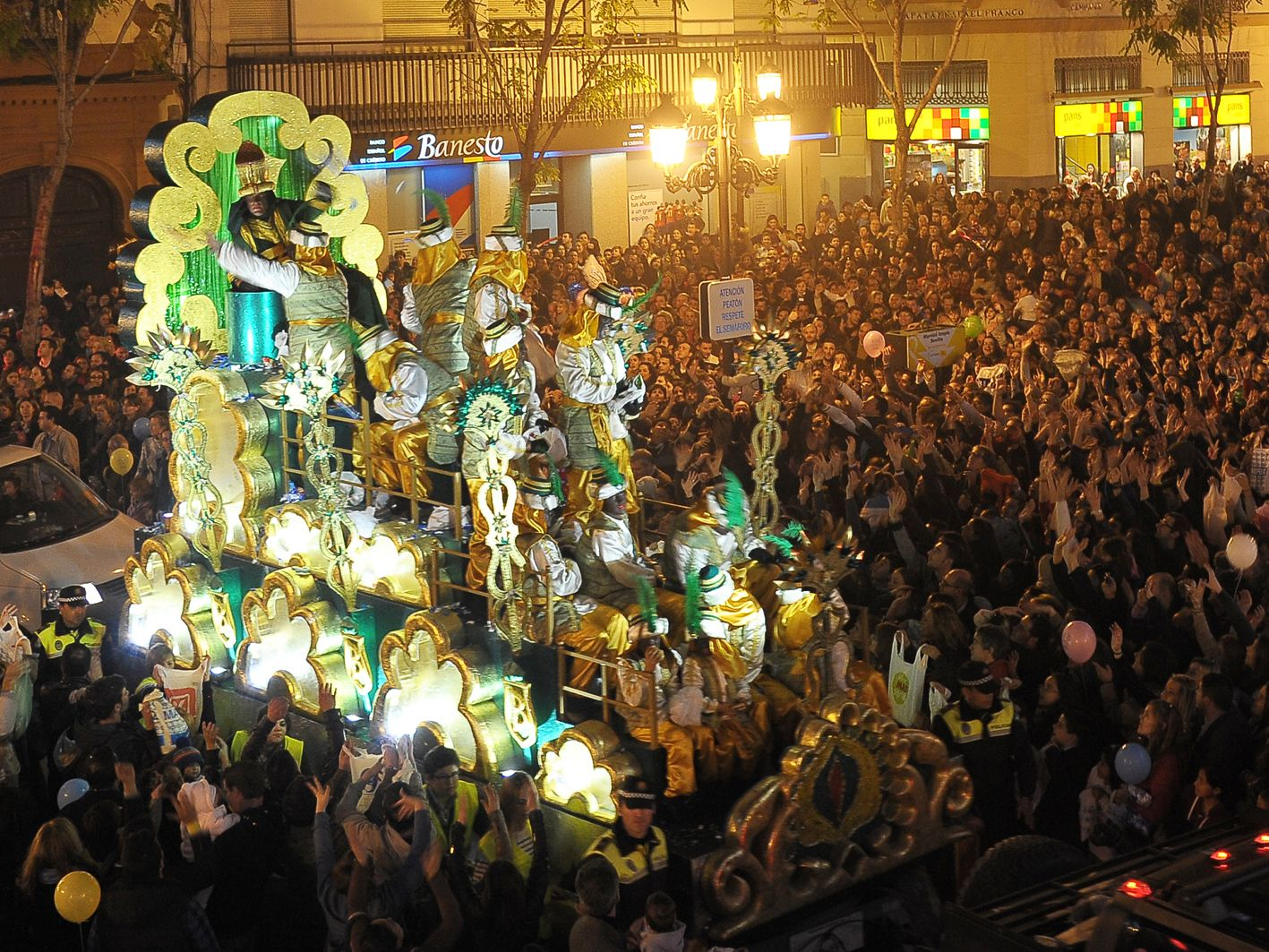
Cabalgata de Reyes Magos 2013. Rey Baltasar.

Además de esta, entre las múltiples iniciativas culturales del Ateneo, que se suceden con periodicidad, pueden destacarse los premios literarios y culturales diversos, como el Premio de Novela Ateneo de Sevilla; Premio Ateneo Joven de Sevilla, Certamen de Bellas Artes, Premio de Historia, Novela Histórica, etc. También desde hace años, se viene celebrando el Premio de Novela y Relato para PDI con notable éxito de participación. Aparte de estos, el Ateneo desarrolla una incesante actividad, que abarca conferencias, mesas redondas, debates, presentación de libros, exposiciones, etc.
El curso académico 2011-12 coincidió con el 125.º Aniversario de la fundación del Ateneo de Sevilla, con motivo del cual la institución desarrolló una serie de actividades conmemorativas. 
El Ateneo de Sevilla intenta traer a Sevilla personalidades nacionales e internacionales cuyo objetivo es acercar a los más diversos sectores de la ciudadanía de Sevilla el análisis y la reflexión, tanto sobre el pasado histórico como sobre la candente actualidad. En este sentido, durante la legislatura del actual presidente del Ateneo, Alberto Máximo Pérez Calero, ha dado conferencias en la institución personas de la talla de Anna Ferrer, viuda de Vicente Ferrer, quien recibiera el Premio Príncipe de Asturias a la Concordia por su labor con la Fundación Vicente Ferrer en India; José Antonio Marina, reconocido pedagogo, filósofo y escritor español; el historiador José Manuel Cuenca Toribio, y el pedagogo y escritor Bernabé Tierno, entre otros. La periodista y escritora Nieves Herrero presentó en el Ateneo su obra Esos días azules, dedicada a Pilar de Valderrama «Guiomar». En el acto, con intervención de una nieta de Guiomar y presentado por Agustín Bravo, la acompañó al piano el compositor Arturo Pareja-Obregón.

## Generación del 27

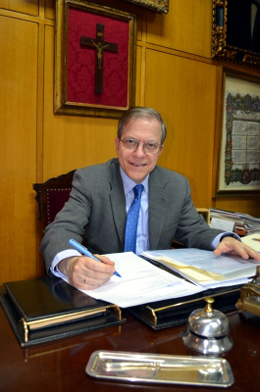
Alberto Máximo Pérez Calero, presidente del Ateneo de Sevilla (2010-2022)

Durante la presidencia de Blasco Garzón, el médico y poeta José María Romero Martínez (1893-1936) se encargó de organizar en el Ateneo de Sevilla la conmemoración del tercer centenario de la muerte de Góngora. Al acto, que finalmente se celebró en la Sociedad Económica de Amigos del País, de Sevilla, los días 16 y 17 de diciembre de 1927, fueron invitados los principales representantes de la vanguardia poética española. En la fotografía inmortalizada por Serrano aparecen José María Romero y Blasco Garzón, y, a sus lados, Rafael Alberti, Federico García Lorca, Chabás, Bacarisse, Jorge Guillén, Bergamín, Dámaso Alonso y Gerardo Diego. Tras el fotógrafo, Cernuda, Villalón, Salinas, Porlán, Adriano del Valle, Bello, Amantina Cobos, el pintor Villalobos, Collantes, Romero Murube, Labrador, Llosent, Espina, Fernández Almagro, Muñoz San Román, Laffón, Bacarisas, el torero Sánchez Mejías, Juan Miguel Sánchez, Lafita, Majó, Núñez Cabezas de Herrera, Tamayo y José de la Peña, (entre otros). Este acto es considerado el acta fundacional de la generación del 27 pese a sus diferencias de edad y de coloridos estéticos.

## Presidencia
El 1 de junio de 1936 fue elegido presidente Hermenegildo Latorre de Rueda. 
Desde 2022, el actual presidente es Emilio A. Boja Malavé, quien cuenta con una amplia trayectoria en el mundo empresarial, donde ha desempeñado cargos de dirección y gestión, y quien había sido directivo en mandatos anteriores del Ateneo de Sevilla.
Junta Directiva del Excmo. Ateneo de Sevilla: 
Desde 2010 hasta 2022, fue presidente Alberto Máximo Pérez Calero, doctor en medicina y académico, quien había formado parte de juntas anteriores de la entidad. Tiene publicados varios libros y decenas de artículos dedicados al Ateneo de Sevilla.
Anteriormente, fue presidente el jurista Enrique Barrero González, impulsor de las publicaciones del Ateneo con numerosas ediciones facsimilares de ateneístas reconocidos y rescatando las obras completas y las menos conocidas de José María Izquierdo.
Presidentes como Antonio Hermosilla, Ramón Espejo y Pérez de la Concha, José Jesús García Díaz y todos quienes han ocupado el cargo desde la fundación de la entidad en 1887, pueden contemplarse en la galería fotográfica de la primera planta de la institución, en calle Orfila.